# Caprichromis
Caprichromis – rodzaj słodkowodnych ryb okoniokształtnych z rodziny pielęgnicowatych (Cichlidae).

## Występowanie
Gatunki endemiczne jeziora Malawi w Afryce.

## Klasyfikacja
Gatunki zaliczane do tego rodzaju:
- Caprichromis liemi
- Caprichromis orthognathus

Gatunkiem typowym jest Haplochromis orthognathus.